# We Owe You Nothing
We Owe You Nothing è l'ottavo album in studio del gruppo black doom metal italiano Forgotten Tomb, pubblicato dall'etichetta discografica Agonia Records nel 2017.

## Tracce
1. We Owe You Nothing – 7:31
2. Second Chanches – 8:11
3. Saboteur – 6:38
4. Abandon Everything – 8:18
5. Longing for Decay – 6:36
6. Black Overtrue – 3:40

## Formazione
- Ferdinando "Herr Morbid" Marchisio - voce, chitarra
- Alessandro "Algol" Comerio - basso
- Asher - batteria